# Lasiopogon
Lasiopogon es un género de plantas con flores perteneciente a la familia de las asteráceas. Comprende 11 especies descritas y de estas, solo 9 aceptadas.

## Taxonomía
El género fue descrito por Alexandre Henri Gabriel de Cassini y publicado en  Bull. Sci. Soc. Philom. Paris 1818: 75. 1818.

## Especies
A continuación se brinda un listado de las especies del género Lasiopogon aceptadas hasta agosto de 2012, ordenadas alfabéticamente. Para cada una se indica el nombre binomial seguido del autor, abreviado según las convenciones y usos.
- Lasiopogon brachypterus O.Hoffm. ex Zahlbr.
- Lasiopogon debilis (Thunb.) Hilliard
- Lasiopogon glomeratus Hilliard
- Lasiopogon glomerulatus (Harv.) Hilliard
- Lasiopogon micropoides DC.
- Lasiopogon minutus (B.Nord.) Hilliard & B.L.Burtt
- Lasiopogon muscoides (Desf.) DC.
- Lasiopogon ponticulus Hilliard
- Lasiopogon volkii (B.Nord.) Hilliard